# Cause marketing
Cause marketing is een vorm van marketing waarbij een commerciële organisatie een wederzijds voordelige samenwerking aangaat met een goed doel. Gedurende deze samenwerking wordt een product van de commerciële organisatie gekoppeld aan het goede doel, een win-win situatie. Cause marketing verschilt van filantropie doordat de nadruk bij eerstgenoemde blijft liggen op het commerciële aspect van de organisatie.

## Geschiedenis
Een van de eerste "cause marketing" campagnes vond plaats in 1976 toen Marriott Corporation de samenwerking aanging met de March of Dimes. Het doel van Marriott voor deze campagne was het creëren van kosten-effectiëve public relations en media aandacht voor de opening van hun nieuwe entertainmentcentrum. Het goede doel, March of Dimes, wilde met deze samenwerking een grote hoeveelheid geld ophalen en toezeggingen krijgen voor nog meer donaties. De promotiecampagne werd groot opgezet en ging simultaan van start in 67 steden in het westen van Amerika. Het effect van de campagne overtrof alle verwachtingen. Voor de March of Dimes werd dit de meest succesvolle campagne ooit gevoerd door de West Chapter. Daarnaast leverde het Marriott honderdduizenden dollars aan gratis publiciteit op en ze beleefde een record opening van hun nieuwe entertainmentcentrum.
De bedenker van dit programma was Bruce Burtch, de man die in Amerika gezien wordt als de grondlegger van cause marketing campagnes. De quote "Do Well by Doing Good" wordt aan Burtch toegeschreven, Burtch gaf dit als antwoord op toen een CEO van een groot bedrijf hem vroeg naar het doel in zijn leven.
De term "cause related marketing" werd bedacht bij American Express en werd gebruikt om activiteiten te omschrijven waarbij een lokaal goed doel werd gesteund op een manier die ook commercieel was. Vervolgens gebruikte American Express de term voor een van hun eigen campagnes in 1983 om het Vrijheidsbeeld (New York) te restaureren. Tijdens deze campagne ging van elke gemaakte transactie 1 penny naar het restauratie project. Na een periode van vier maanden was er meer dan 2 miljoen dollar opgehaald en het aantal transacties nam toe met 28 procent. Hieruit bleek dat goed doen, goed is voor een onderneming. Sindsdien is de term "cause marketing" steeds populairder geworden en heden ten dage wordt het begrip ook gebruikt voor allerlei andere samenwerkingsverbanden tussen commerciële organisaties en goed doelen.

## Voordelen
De mogelijke voordelen van cause marketing voor goede doelen zijn onder andere het onder de aandacht brengen van het goede doel onder een groter publiek. Dit komt mede doordat zij kunnen meeliften op de financiële middelen die het bedrijf waarmee zij samenwerken inzet om de marketingcampagne bij haar doelgroep onder de aandacht te brengen. Deze campagne kan verschillende doelen hebben:
- Incidentele donaties
- Producten (buy one give one actie)
- Awareness creëren
- Leden werven

De voordelen voor de commerciële organisatie zitten onder meer in positieve public relations die de samenwerking tot gevolg heeft. Wat veelal wordt geprobeerd is het creëren van positieve merkassociatie.
Het positieve effect voor de commerciële organisatie is groter dan het effect voor het goede doel. Dit geldt des te sterker wanneer het goede doel en de partnerorganisatie in dezelfde branche opereren en het goede doel goed past bij de visie van het bedrijf.

## Types
Cause marketing kan voorkomen in verschillende vormen:
- Product, service of transactie specifiek
- Promotie van eenzelfde bericht
- Product licenties, officiële steun of keurmerken
- Lokale partnerschappen
- Programma's voor werknemers